# Licyniusz (imię)
Licyniusz – imię męskie pochodzenia łacińskiego. Żeńską wersją tego imienia jest Licynia.
Imię to nosił cesarz rzymski Licyniusz. 
Licyniusz imieniny obchodzi 13 lutego, 7 sierpnia i 1 listopada.